# 夜と霧 (文学)
『夜と霧』（よるときり、ドイツ語: Ein Psychologe erlebt das Konzentrationslager、英語: Man's Search For Meaning: An Introduction to Logotherapy）は、1946年に出版されたヴィクトール・フランクルによる書籍である。第二次世界大戦中にナチスの強制収容所に収監された経験をもとに、人生の目的を明確にし、その実現に向けて没頭する心理療法を紹介している。
日本語訳はみすず書房が出版している。

## タイトル
原文のドイツ語タイトルは、『… trotzdem Ja zum Leben sagen. Ein Psychologe erlebt das Konzentrationslager』(Kösel-Verlag, München 1977) 、日本語へ直訳すると「それでも人生に然りと言う:ある心理学者、強制収容所を体験する」となる。英語版のタイトルは『Man's Search For Meaning: An Introduction to Logotherapy』であり、「人生の意味の探求: ロゴセラピー入門」となり、各国版で意味合いが異なっている。
1956年に刊行された日本語題の『夜と霧』は、1941年に制定された法律の「夜と霧」に由来する。アーノルド・ワイス＝リューテルの書籍（1952年）やアラン・レネの映画（1955年）の題名とされていることを認識したうえで名づけられた。
1959年に刊行された英語版では当初『From Death-Camp to Existentialism』（死のキャンプから実存主義へ）という題名が付けられたが、1962年に『Man’s Search For Meaning』（生きる意味を探す）という題名に付け替えられた。フランス語版もこの英語版の題名がベースになっている。

## 評価
朝日新聞からは「言語を絶する感動」と評されている。
発行部数は、英語版だけでも900万部に及び、1991年のアメリカ議会図書館の調査で「私の人生に最も影響を与えた本」の9位（タイ）になった。これは精神医学関係としては唯一である。また、日本語を含め17カ国語に翻訳されており、読売新聞が2000年に行った「読者の選ぶ21世紀に伝えるあの一冊」のアンケート調査でも、世界の名著部門の第3位となった。
刊行当初はそれほど評判は高くなく、原著はわずか2版を出したのみで一時絶版になっていた。1956年にみすず書房による日本語版が発売され大ヒットを記録したことで世界的に広まったとされる。ただ日本語版については原著と比べセンセーショナルさを煽る部分もあり、遠藤周作などは「フランクルの意図と本の作りが違うのではないか」と指摘している。フランクル自身も本書が「現代史のドキュメント」として扱われることに戸惑いがあったといい、1977年に出版された改訂新版ではかなり内容に手が加えられている。

## 日本語訳
- 『フランクル著作集〈第1〉夜と霧』 霜山徳爾訳 （みすず書房、1961年）

- 『夜と霧 ドイツ強制収容所の体験記録』 霜山徳爾訳 （みすず書房、初刊1956年、新装版1985年ほか） ISBN 4622006014

前半に Lord Russell of Liverpool, The Scourge of the swastika: A Short History of Nazi War Crimes (1954)をもとにした解説、末尾に写真が加えられている。
- 『夜と霧　新版』 池田香代子訳 （みすず書房、2002年） ISBN 4622039702

多くの原文改訂による新版が出版され、2002年（平成14年）に若者世代向けに、新訳版（写真による解説無し）を刊行。なお霜山訳版も重版されている。

### 関連著作
- フランクル『夜と霧の明け渡る日に　未発表書簡、草稿、講演』 赤坂桃子訳、新教出版社、2019年
- 『夜と霧　ビクトール・フランクルの言葉』 諸富祥彦訳・解説、コスモス・ライブラリー、2012年／ベストセラーズ・ワニ文庫、2016年